# Македонска патриотична организация „Христо Матов“ (Масилон)
Македонската патриотична организация „Христо Матов“ е секция на Македонската патриотична организация в Масилон, Охайо, САЩ. Основана е на 2 юни 1931 година в присъствието на Асен Аврамов. Знамето ѝ е осветено през 1936 година, а членовете на организацията са предимно от Преспанско, Леринско, Ресенско и Костурско.